# 普羅利斯內
49°42′54″N 36°55′13″E / 49.71500°N 36.92028°E
普罗利斯内（烏克蘭語：Пролісне），2024年9月前名为契卡洛夫斯凱（烏克蘭語：Чкаловське），是烏克蘭東部的鎮，由哈爾科夫州丘胡伊夫區的契卡洛夫斯凯市镇負責管轄。該鎮始建於1929年，面積1.2平方公里，海拔高度158米，2001年人口4,139，人口密度每平方公里3,449.2人。
2024年9月19日，乌克兰最高拉达将此镇的名字改为“普罗利斯内”。